# Virsko polje
Virsko polje je krško polje u Bosni i Hercegovini.
Nalazi se u zapadnoj Hercegovini, kod Posušja. Prosječna nadmorska visina polja je oko 520 metara. Rijeka Ričina koja nastaje spajanjem Ružićkog potoka i Drinapotoka kod Tribistova teče kroz Posuško i Virsko polje, a zatim se ulijeva u Suvaju u Imotskom polju.
Glavno naselje u polju je Vir.